# Nazionale femminile di rugby a 15 dei Paesi Bassi
La nazionale di rugby a 15 femminile dei Paesi Bassi (in olandese Nederlands Vrouwenrugbyteam), anche nota come Oranje Dames (le donne arancioni) è la selezione di rugby a 15 femminile che rappresenta i Paesi Bassi in ambito internazionale.
Attiva dal 1982, è la più anziana nazionale di categoria del mondo al pari di quella della Francia, con cui condivide la primogenitura del rugby internazionale femminile avendo contro di essa disputato il primo test match della storia della disciplina.
Opera fin dalla nascita sotto la giurisdizione di Rugby Nederland, l'organismo di governo del rugby a 15 nel Paese.
Al 2017 ha partecipato a tre edizioni della Coppa del Mondo, la più recente nel 2002, in cui vanta come miglior risultato il settimo posto raggiunto nel 1991, l'edizione d'esordio.
Partecipante da sempre al campionato europeo femminile, della cui prima edizione non ufficiale del 1988 fu tra i fautori, vanta come miglior risultato quattro secondi posti, giunti nel 2005, 2016, 2018 e 2019.
Il commissario tecnico è il neozelandese Zane Gardiner che ricopre l'incarico da gennaio 2019.
Al 2 dicembre 2024 la squadra occupa la 16ª posizione del ranking World Rugby.

## Storia
Il rugby femminile nei Paesi Bassi è sempre stato gestito fin dalla nascita da Nederlandse Rugby Bond, nome con cui era all'epoca conosciuta Rugby Nederland.
Utrecht, Sportpark Strijland, 13 giugno 1982, ore 14 UTC+2
PAESI BASSI — FRANCIA 0-4
Marcatori: 62' mt I. Decamp.
PAESI BASSI: H. Brouwer, M. Baars, J. Lem, L. Hendriks, O. Zijlstra; R. Kruyk, F. Kloen; L. Groenedijk (c), F. v. Schouwen, F. de Waard, D. Twisk, C. Elbers, E. Castell, A. v. Liere, A. Geerts.
Allenatore: Jopie Wessels.
FRANCIA: V. Berodier, I. Decamp, M. Fraysse, N. Fraysse, P. Champeil; O. Desprats, J. Benassayag; V. Champeil, M. Pomathiot, S. Girard, A. Jambon, M. Degeitere, C. Guillon, S. Benassayag, C. Matbleu.
Allenatore: Claude Izoard.
Arbitro:  Roel Wijnant
Nel 1975 esso entrò ufficialmente nei ranghi federali e nel 1982, per celebrare il proprio cinquantenario, la federazione olandese invitò l'Association Française de Rugby Féminin (AFRF) a disputare un incontro internazionale con la propria selezione femminile: a seguito di ciò, il 13 giugno di quell'anno, a Utrecht, Paesi Bassi e Francia si incontrarono per la prima partita internazionale della storia del rugby femminile.
A vincere fu la Francia, che si aggiudicò l'incontro per 4-0 con una meta non trasformata di Isabelle Decamp al 22' del secondo tempo.
Incluso quello citato, i primi cinque test match della storia del rugby femminile (quattro dei quali contro la Francia) videro sempre impegnati i Paesi Bassi, che nel 1984 a Malmö tennero a battesimo la Svezia, terza squadra a esordire sulla scena internazionale; nel 1986 giunse pure la prima vittoria contro la Francia, per 10-0 a Enschede.
Dopo avere preso parte nel 1988 in Francia a un estemporaneo, e mai riconosciuto, campionato europeo femminile in cui giunsero terze, le olandesi furono nel 1991 tra le partecipanti della prima ora all'edizione inaugurale della Coppa del Mondo in Galles, in cui si classificarono al settimo posto finale.
Tre anni più tardi la squadra avrebbe dovuto essere padrona di casa della seconda edizione, la prima organizzata sotto la giurisdizione dell'International Rugby Football Union, tuttavia la federazione internazionale negò il patrocinio e i Paesi Bassi decisero di non partecipare al torneo che fu comunque organizzato in Scozia.
Infine, quattro anni più tardi le olandesi ospitarono la prima Coppa del Mondo ufficialmente patrocinata dalla federazione internazionale: in tale edizione di torneo terminarono tredicesime su sedici partecipanti.

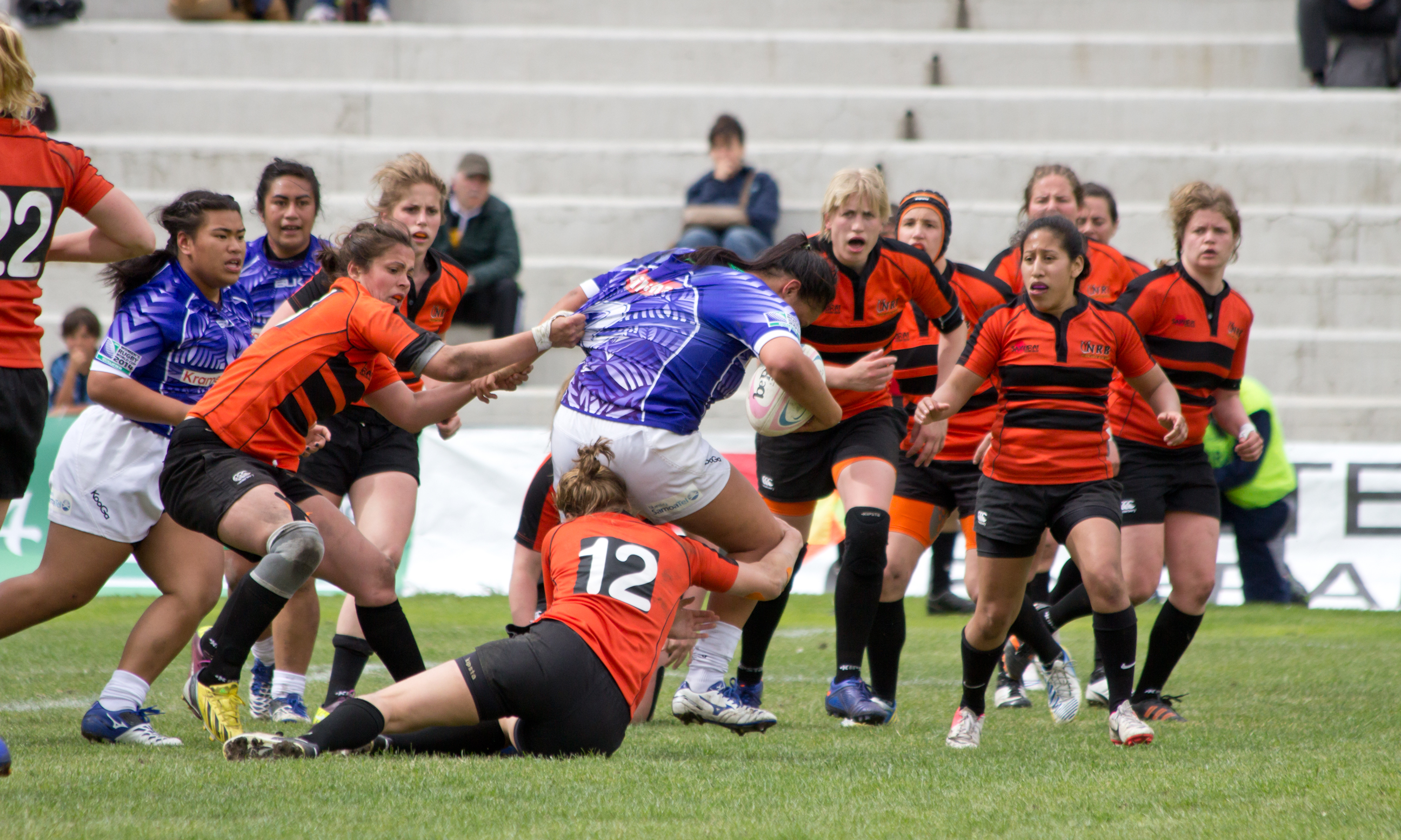
I Paesi Bassi contro a Madrid nelle qualificazioni alla Coppa del Mondo 2014

Al 2002 risale, altresì, la più recente apparizione dei Paesi Bassi alla Coppa del Mondo: in Spagna perse nella fase a gironi contro Stati Uniti e Kazakistan per poi essere relegata allo spareggio per la penultima posizione che vinse battendo la Germania e terminando quindicesima.
Dopo la retrocessione in seconda divisione europea, nel 2004 tornò nel primo gruppo vincendo la Pool B del campionato, conseguendo nell'occasione il suo miglior risultato, un 141-3 alla Danimarca che al 2018 rappresenta anche la vittoria con il maggior scarto della storia del rugby internazionale femminile.
Nella stagione seguente, durante il campionato che si tenne in Germania, la squadra giunse fino alla finale, che fu vinta per 22-3 dall'Italia.
In ragione dei non eccellenti risultati conseguiti nel quadriennio successivo al 2002, i Paesi Bassi fecero parte di quel gruppo di squadre (insieme a Galles, Italia e altri) non invitate alla Coppa del Mondo di rugby femminile 2006; da allora hanno preso parte solo al campionato europeo nonostante il sottofinanziamento federale della squadra a 15 a vantaggio della rappresentativa a 7 alle cui giocatrici furono offerti contratti professionistici in vista del ritorno del rugby alle Olimpiadi sotto forma di tale variante a Rio de Janeiro nel 2016.
A seguito della mancata qualificazione della rappresentativa a sette ai giochi olimpici, l'allenatrice Sascha Werlich fu nominata responsabile dello sviluppo femminile d'alto livello e contestualmente commissario tecnico sia della squadra a sette che di quella a quindici.
Da nuovo C.T. Werlich guidò i Paesi bassi a due finali consecutive del campionato europeo, nel 2016 e nel 2018, in entrambe le occasioni perse contro la Spagna.
A inizio 2019 Werlich si è dimessa dai ruoli federali; l'interim della conduzione è stato affidato al C.T. della nazionale maschile, il neozelandese Zane Gardiner, responsabile del centro federale di formazione di Amsterdam, cui è stata affidata la squadra in vista del campionato europeo 2019.

## Colori e simboli
Il colore delle tenute di gioco, al pari di quella di tutte le rappresentative nazionali sportive olandesi, è l'arancione: al pari dell'Italia, infatti, che adottò l'azzurro Savoia in omaggio alla casa regnante, così nei Paesi Bassi le tenute arancioni sono un chiaro tributo alla dinastia d'Orange-Nassau, cui appartengono i sovrani del Paese.
Il logo della federazione è un pallone da rugby stilizzato dentro un tulipano, fiore che, benché non originario dei Paesi Bassi, fu portato in Europa proprio da mercanti olandesi tanto da divenire comunemente associato a tale Paese.
Tale logo compare sul lato sinistro del petto; sul lato destro compare invece il logo della britannica Canterbury of New Zealand, sponsor tecnico della federazione olandese dal 2016.